# Mafalda (Comicfigur)
Mafalda ist eine Comicfigur des argentinischen Zeichners Quino (Joaquín Salvador Lavado Tejón, 1932–2020).

## Entstehung und Veröffentlichung
1963 erhielt Quino von seinem Verlag den Auftrag, eine Comicfigur zu erfinden, die eine Mischung aus den Peanuts von Charles M. Schulz und Blondie des amerikanischen Zeichners Chic Young ist. Quino schuf daraufhin das kleine Mädchen Mafalda. Mafalda erschien erstmals am 29. September 1964 als Comic Strip in der Wochenzeitschrift Primera Plana. Ab diesem Zeitpunkt wurden die Geschichten von Mafalda regelmäßig veröffentlicht, ab 9. März 1965 täglich in der argentinischen Zeitung El Mundo. Als El Mundo am 22. Dezember 1967 eingestellt wurde, wechselte Mafalda 1968 zum Wochenblatt Siete Días. 1973 wurden die Mafalda-Folgen eingestellt. Später wurden die Geschichten wieder in Comicheften publiziert.
1974, ein Jahr nach dem Ende der Zeitschriftenfolgen von Mafalda und nach 11 veröffentlichten Bänden (die Originalreihe beginnt mit Band 0, so dass Band 10 der elfte ist) erschien der letzte Mafalda-Band. Im Jahre 1977 zeichnete Quino noch einmal Mafalda und ihre Freunde: Auf Bitte des Kinderhilfswerks UNICEF entstand eine Ausgabe für die Aktion Rechte der Kinder. 1978 erhielt Quino hierfür einen Preis beim Festival des Internationalen Humors in Bordighera/Italien. 1988 wurde ihm für die Mafalda-Reihe der Max-und-Moritz-Preis des Internationalen Comicsalons Erlangen als bester ausländischer Comicstrip verliehen. 2009 wurde in Anwesenheit von Quino vor dessen ehemaligem Wohnhaus in Buenos Aires eine lebensgroße Mafalda-Statue eingeweiht, die der Künstler Pablo Irrgang im Auftrag der Stadt Buenos Aires geschaffen hatte. Gleichzeitig wurde am Haus eine Plakette mit der Aufschrift «Aquí vivió Mafalda» (Hier wohnte Mafalda) angebracht.
Eine zweite Mafalda-Figur wurde 2014 in Oviedo (Nordspanien) aufgestellt und im Beisein von Quino und Irrgang eingeweiht.

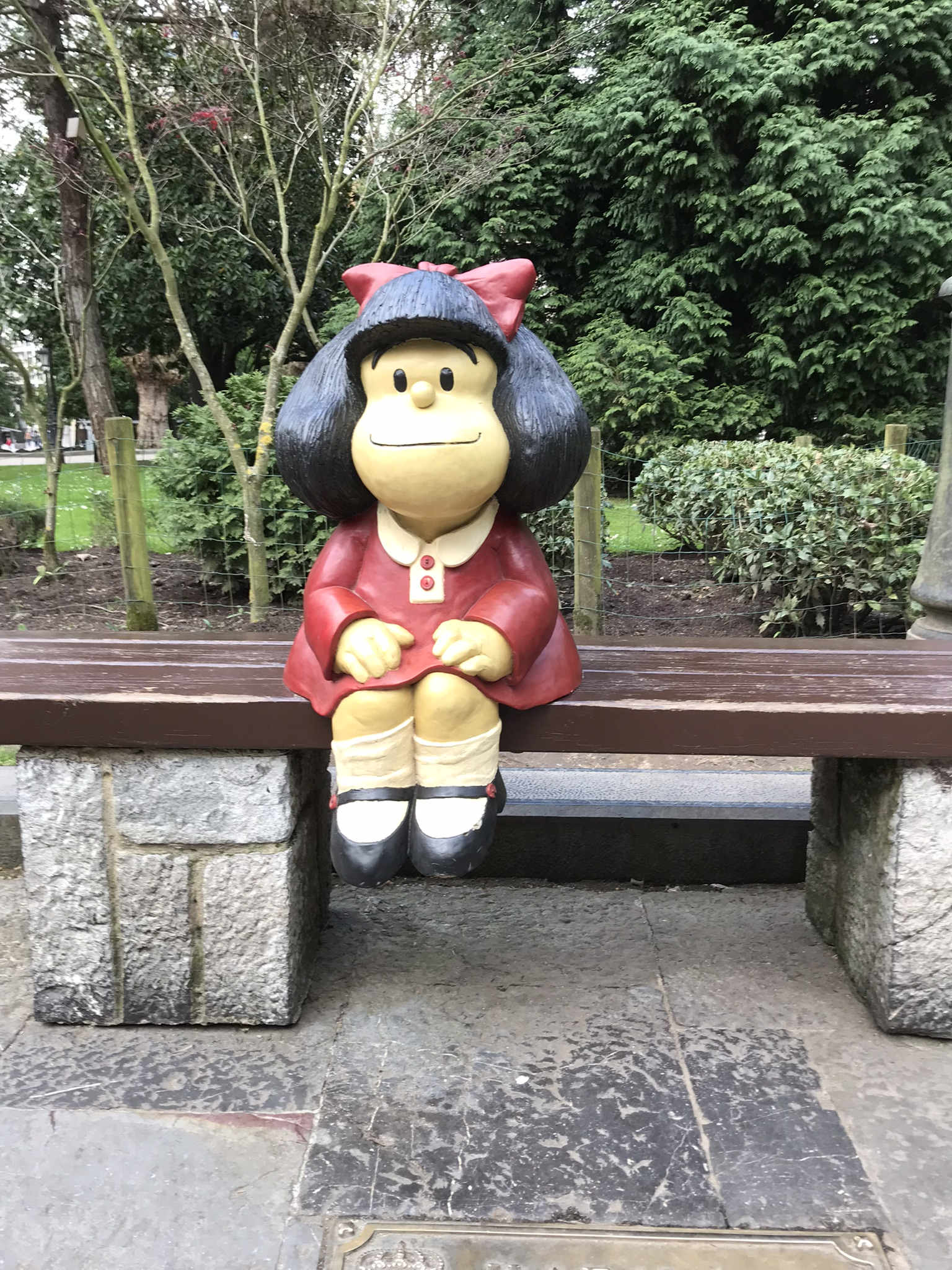
Statue der Comicfigur Mafalda vom Bildhauer Pablo Irrgang im Park Campo San Francisco in Oviedo/Asturias

Mafalda wurde in mindestens 26 Sprachen übersetzt, darunter auch ins europäische Spanisch, das sich vom argentinischen Spanisch in Wortschatz wie auch in Aussprache und Schreibung unterscheidet. Ferner auch ins Chinesische, Finnische, Französische, Griechische, Italienische, Japanische, Katalanische, Niederländische, Norwegische, europäische wie brasilianische Portugiesisch, als auch ins Taiwanische, Schwedische und Deutsche.

## Inhalt
Mafalda ist ein Mädchen aus der bürgerlichen Mittelschicht Argentiniens, das sehr altklug ist (im ersten Band ist sie noch nicht eingeschult, also etwa 5 Jahre alt, im letzten ca. 8 Jahre). Sie tritt für den Weltfrieden, Gerechtigkeit, Demokratie und die Frauenbewegung ein und ist weltanschaulich immer ein Stück schlauer als ihre Eltern. Mafalda liebt die Beatles und hasst Suppe. Ihr kleiner Bruder Guille [gi'ʃe̞] (Abkürzung von Guillermo) ist der einzige, der den Zeitablauf verkörpert, indem er heranwächst und laufen und sprechen lernt.
Dem großstädtischen Ambiente nach zu urteilen, wohnt Mafalda in Buenos Aires und besucht eine staatliche Schule (erkennbar an dem typischen Schulkittel). Am Anfang freundet sie sich mit Felipe, Manolito und Susanita an, später kommen Miguelito und Libertad hinzu. Mit Felipe, der Schach spielt, hat Mafalda die meisten gemeinsamen Interessen, er entwickelt sich später aber zu einem selbstzweifelnden Pessimisten. Der etwas schlichte Manolito muss permanent im Lebensmittelladen seines Vaters, einem Einwanderer aus Spanien, aushelfen und ist daher in der Schule nur im Rechnen gut. Er träumt davon, eines Tages Besitzer einer großen Handelskette zu sein. Die schwatzhafte Susanita wiederum sieht ihr Lebensglück darin, reich zu heiraten und Mutter zu werden; sie verkörpert eine spießige Einwandererfamilie, die unreflektiert Vorurteile gegen Armut und gegen „Schwarze“ (Negros, so werden in Argentinien sowohl Mitglieder der Unterschicht als auch bolivianische und paraguayische Einwanderer bezeichnet) pflegt.